# Jack Lambert (Fußballspieler, 1902)

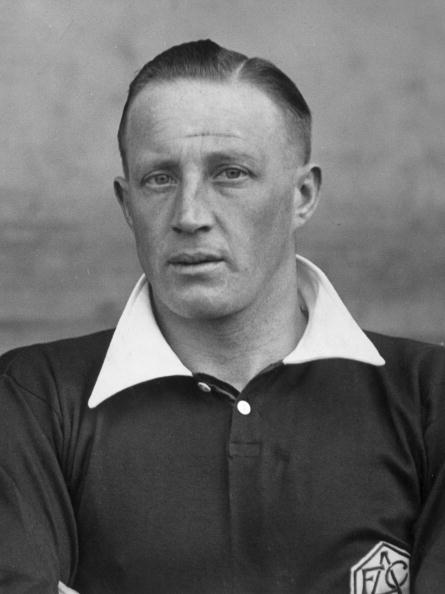
John Lambert (22. Mai 1902 – 7. Dezember 1940), bekannt als Jack Lambert. Er war ein englischer Fußballer, der als Center Forward oder Inside Forward spielte.

John „Jack“ Lambert (* 2. Mai 1902 in Rotherham; † 7. Dezember 1940 in Enfield) war ein englischer Fußballspieler.

## Leben und Karriere
Nach einem Probetraining bei Sheffield Wednesday, wo er nicht angenommen wurde, begann Lambert seine Fußballerkarriere im Jahr 1922 bei Rotherham County. Im selben Jahr wechselte er zu Leeds United. Im Januar 1925 wurde er von den Doncaster Rovers verpflichtet. Im Jahr 1926 wechselte er für eine Ablösesumme von 2.000 Pfund zum FC Arsenal. Sein Debüt für die Gunners gab er am 6. September 1926 gegen die Bolton Wanderers. Mit seiner Mannschaft wurde er 1930 englischer Pokalsieger und 1931 und 1933 englischer Meister. Im Oktober 1933 wurde er an den FC Fulham verkauft. 1935 beendete er seine aktive Karriere. Nach einem Jahr als Trainer beim FC Margate kehrte er 1938 zum FC Arsenal zurück und wurde dort Trainer der zweiten Mannschaft. Lambert starb 1940 bei einem Autounfall nahe Enfield als 38-Jähriger.

## Erfolge
- Englische Meisterschaft: 1931, 1933
- Englischer Pokal: 1930